# 史长捷
史长捷（1925年—），男，祖籍湖北安陆，生于北京，中国航天测控与遥测技术专家，曾任航天工业部第一研究院北京遥测技术研究所副所长、测控公司总经理。